# Franz Obermayr
Franz Obermayr (ur. 25 maja 1952 w Linzu) – austriacki polityk i samorządowiec, poseł do Parlamentu Europejskiego VII i VIII kadencji.

## Życiorys
Posiada wyższe wykształcenie magisterskie. Przez wiele lat był radnym gminnym i miejskim, a następnie zastępcą burmistrza Linzu. Pełnił kierownicze funkcje we władzach regionalnych Wolnościowej Partii Austrii.
W wyborach w 2009 z listy FPÖ uzyskał mandat posła do Parlamentu Europejskiego. Nie przystąpił do żadnej frakcji, został członkiem Komisji Rozwoju Regionalnego. Został przewodniczącym Europejskiego Sojuszu na rzecz Wolności w miejsce Godfreya Blooma. W 2014 z powodzeniem ubiegał się o europarlamentarną reelekcję.